# Who Really Cares
Who Really Cares è il secondo album in studio della band indie pop americana TV Girl. È stato autoprodotto il 26 febbraio 2016. Poco dopo essere stato pubblicato su Bandcamp, è sbarcato anche su molte altre piattaforme di streaming, ed è successivamente stato rilasciato in formato vinile e CD

## Descrizione
È stato definito dalla band stessa come "an album about sex or lack thereof, and its consequences or lack thereof": cioè "un album sul sesso o la sua mancanza, e sulle sue conseguenze o la sua mancanza" Due canzoni finite, pubblicate successivamente nel singolo (o EP) "Natalie Wood", vennero registrate durante le sessioni di Who Really Cares, ma non vennero aggiunte all'album finale.

## Tracce
| 1.             | "Taking What's Not Yours"            | 3:25  |
| 2.             | "Song About Me" (with Madison Acid)  | 4:03  |
| 3.             | "Cigarettes out the Window"          | 3:18  |
| 4.             | "Till You Tell Me to Leave"          | 3:26  |
| 5.             | "Not Allowed"                        | 2:47  |
| 6.             | "(Do The) Act Like You Never Met Me" | 4:14  |
| 7.             | "Safeword"                           | 3:36  |
| 8.             | "For You"                            | 3:35  |
| 9.             | "Loving Machine"                     | 3:47  |
| 10.            | "Heaven is a Bedroom"                | 4:38  |
| Durata totale: | Durata totale:                       | 36:55 |

### Crediti di estratti altrui presenti nelle tracce
- "Taking What's Not Yours" contiene un campione della campagna antipirateria del 1992 Don't Copy That Floppy e un campione di un discorso del 1973 di Richard Nixon.
- "Cigarettes Out the Window" e "For You" contengono campioni di "Love Song to Jom's Girlfriend" di Frankie Cosmos
- "Not Allowed" contiene campioni di "You Suck", "FCC", "Fuck Yourself" e "Sue Your Friends", eseguite dalle Yeastie Girlz.
- "For You" contiene elementi di "Dating Courtesy", delle Shangri-Las dal loro Good Taste Tips e "You Are", eseguita da Frankie Cosmos.
- "Loving Machine" utilizza campioni di "Some Other Time", eseguita dal Bill Evans Trio.
- "Safeword" utilizza la canzone "Wisdom of a Fool" dei The Royal Jesters.

## Formazione
Brad Petering: produttore, musica, testo, voce
Jason Wyman – campionatore, musica
Amber Quintero – voce
Maddie "Acid" Keaton – voce